# Федорук, Александр Касьянович
Алекса́ндр Касья́нович Федору́к (укр. Олександр Касянович Федорук; 27 сентября 1938, Мерикур — 1 июня 2025) — советский и украинский искусствовед, доктор искусствоведения (1996), профессор (2004). Академик Академии искусств Украины (2000). Заслуженный деятель искусств Украины (2003). Заслуженный деятель культуры Польши (1977). Вице-президент Украинской секции Международной ассоциации арт-критиков AIKA (ЮНЕСКО), секретарь Национального союза художников Украины.
Скончался 1 июня 2025 года.

## Избранные публикации
- Украинско-польские связи в изобразительном искусстве второй половины ХІХ — начала XX веков: Автореф. на соискание … канд. искусствоведения. — К., 1971. — 24 с.
- Петро Кончаловський — видатний рад. художник. — К., 1976. — 24 с.
- В колі традицій та авангарду: (Польський живопис повоєнних років). — К.: Абрис, 1995. — [Част. 1]. — 232 с.
- Василь Хмелюк. — К.: Тріумф, 1996. — 264 с. — (Серія: «Повернуті імена»).
- Пластика Петра Капшученка. — К.; Нью-Йорк: Вид-во М. П. Коць, 2004. — 275 с.